# Pascal Malosse
Pascal Malosse (ur. 12 grudnia 1985 w Brukseli) – pisarz pochodzenia polsko-francuskiego, piszący w języku francuskim, nowelista. Jego twórczość zaliczana jest do fantastyki i weird fiction. 
Po studiach prawniczych w Lyonie i Paryżu mieszkał przez dwa lata w Berlinie i przez siedem lat w Warszawie, w 2017 roku przeprowadził się na Lazurowe Wybrzeże. 
Jego pierwszy tom opowiadań Contes de l'entre-deux został wydany przez wydawnictwo Malpertuis w 2014 roku, następnie nakładem tego samego wydawnictwa ukazał się kolejny zbiór opowiadań Contes de la vodka w 2017 roku. 

## Twórczość
- Contes de l'entre-deux, éditions Malpertuis, 2014 (brak wydania polskiego)
- Parades, éditions L'Ivre-Book, 2015 (brak wydania polskiego)
- Contes de la vodka, éditions Malpertuis, 2017 (brak wydania polskiego)

### Opowiadania w antologiach
- « En fumée », opowiadanie w antologii Dimension Moscou, éditions Rivière Blanche, pod redakcją Chantal Robillard, 2015[7] (brak wydania polskiego)
- « Nocturnes »,opowiadanie w antologii Dimension New York, éditions Rivière Blanche, pod redakcją Philippe Ward, 2015[8] (brak wydania polskiego)
- « La Fuite », opowiadanie w antologii Malpertuis VI, pod redakcją Thomasa Bauduret, 2015[9] (brak wydania polskiego)
- « Ligne de flottaison », opowiadanie w antologii Malpertuis VII, pod redakcją Thomasa Bauduret, 2016[10] (brak wydania polskiego)
- « Le Baptême », opowiadanie w antologii Malpertuis VIII, pod redakcją Thomasa Bauduret, 2017[11] (brak wydania polskiego)
- « Erreur de classe », opowiadanie w antologii Malpertuis IX, pod redakcją Thomasa Bauduret, 2018 (brak wydania polskiego)

## Krytyka
ActuSF (portal internetowy SF) o zbiorze opowiadań Contes de l'entre-deux wyraził się w następujący sposób: Zwięzłość tekstów i różnorodność poruszanych tematów pozwala zaproponować zróżnicowaną kolekcję, która sprawi, że jej czytelnicy będą drżeć i zostaną skłonieni do refleksji.
Kolejny zbiór opowiadań pt. Contes de la vodka zostały wybrane do pierwszego wyboru nagrody Masterton 2017.
Benoit Domis, redaktor naczelny magazynu Ténèbres o Contes de la vodka napisał:  Ten drugi zbiór opowiadań Pascala Malosse jest szokiem. Skończyłem 200 stron książki z poczuciem, że odkryłem jednego z głównych pisarzy z gatunku nierozwiniętego w naszym języku. To gatunek bardziej weirdfiction niż fantastyka. Można czasami jego twórczość porównać z Ligottim, co byłoby oczywiście komplementem, ale Malosse ma dość talentu i nie potrzeba tu stosować żadnych porównań.
W miesięczniku L’Écran fantastique, pisarz i krytyk Jean-Pierre Andrevon o Pascalu Malosse i jego twórczości wyraził się następująco: ...dowiadujemy się, że jest pochodzenia polsko-francuskiego, urodził się w Brukseli, mieszkał w Berlinie i Warszawie, mówi po niemiecku i po polsku. Szczegóły te nie są bez znaczenia, lecz skondensowane źródła inspiracji, zarówno zróżnicowane, jak i zbieżne, są silnie osadzone w szarości i orwellizmie w nasionach tego, co kiedyś nazywano "krajami Wschodu ". Jest tu także wiele z aluzyjnej fantastyki, która jest urokiem największego belgijskiego narratora, Jeana Raya.... Możemy zarzucać Pascalowi Malosse, że czasami nie zostawia nas na końcu z zaskakującą puentą, ale jego styl zarówno klasyczny, jak i elegancki, sprawia, że czytanie jest tylko przyjemnością. W każdym razie w pełni zasługuje na nazwę wydawnictwa "Malpertuis", które go publikuje. 
ActuSF zbiór opowiadań Contes de la vodka ocenił: Każdy znajdzie tu coś dla siebie, w tej różnorodności potężnych, nowych, sugestywnych opowiadań.
Według serbskiego czasopisma Književna fantastika, w artykule poświęconym francuskojęzycznej literaturze fantastycznej napisano: Pascal Malosse jest najważniejszym nazwiskiem wśród współczesnych pisarzy horrorów. Jego twórczość opiera się na środkowoeuropejskiej wizji fantastyki, jego prace stanowią połączenie belgijskiego dziedzictwa fantastyki ze współczesnymi francuskimi prądami.